# Europaviertel (Straßburg)
Das Europaviertel in Straßburg ist ein Stadtviertel, in dem sich viele europäische Institutionen befinden. Es liegt am Rande des Flusses Ill und trägt seit 2015 das Europäische Kulturerbe-Siegel.
Es befinden sich folgende Institutionen der Europäischen Union in diesem Viertel:
- Europäisches Parlament[2]
- Europäischer Gerichtshof für Menschenrechte[3]
- Europarat/Europapalast[4]
- Lieu d’Europe (ein öffentlich zugängliches Museum zum Thema europäische Geschichte)[5]
- Verwaltungssitz des deutsch-französischen Rundfunkveranstalters „arte“[6]
- Europäisches Direktorat für die Qualität von Arzneimitteln[7]